# NGC 1310
NGC 1310 (również PGC 12569) – galaktyka spiralna z poprzeczką (SBc), znajdująca się w gwiazdozbiorze Pieca. Została odkryta 22 października 1835 roku przez Johna Herschela. Galaktyka ta należy do Gromady w Piecu.
W galaktyce NGC 1310 zaobserwowano supernową SN 1965J.